# العبري (المهرة)

تعديل مصدري - تعديل

العبري هي إحدى قرى عزلة الفيدمي بمديرية الغيظة التابعة لمحافظة المهرة، بلغ تعداد سكانها 1164 نسمة حسب تعداد اليمن لعام 2004.